# De beboeliga Nederländerna
Leefbaar Nederland (De beboeliga Nederländerna) var ett politiskt parti i Nederländerna, bildat 1999 av Henk Westbroek och Jan Nagel, ordförande i de lokala partierna "Leefbaar Utrecht" och "Leefbaar Hilversum".
Man presenterade ett tiopunktsprogram som innehöll krav på fler folkomröstningar, bekämpande av byråkrati, stärkta medborgerliga fri- och rättigheter samt en rättvisare asylprocess.
När Pim Fortuyn i november 2001 utsågs till partiets toppkandidat i parlamentsvalen 2002 fick partiet stor uppmärksamhet. Den 10 februari 2002 sparkades dock Fortuyn, på grund av kontroversiella uttalanden i tidningen De Volkskrant. Denne startade då sitt eget parti, Pim Fortuyns lista. 
Den 10 mars utsågs Amsterdams nye chefsåklagare Fred Teeven till nytt toppnamn på De beboeliga Nederländernas valsedel.
I valet i maj 2002 erövrade partiet två mandat i det nederländska parlamentets andra kammare.
2003 hölls en stormig partikongress. Partiet hade mycket dålig ekonomi och tvingades låna pengar av inrikesministeriet för att åter kunna kandidera. Gruppledaren Teeven föreslog att partistyrelsen inte skulle beviljas ansvarsfrihet. När han inte fick gehör för detta drog han tillbaka sin kandidatur.
Partistyrelsen föreslog Emile Ratelband som ny toppkandidat men istället blev ungdomsförbundets kandidat Haitske van der Linde vald.
Ratelband startade då sitt eget parti, Ratelbands lista, men varken detta eller De beboeliga Nederländerna valdes in i parlamentet.
När partiledaren Fons Zinken den 10 september 2007 meddelade att partiet upplösts hade det bara en handfull betalande medlemmar kvar.